# ひるのいこい
ひるのいこいは、NHKラジオ第1、NHK-FM、NHKワールド・ラジオ日本で、年末年始などを除く月曜日から金曜日まで、12時台に生放送されているラジオ番組である。1952年11月17日に放送を開始したNHK有数の長寿番組である。
前身番組は、1949年7月5日放送開始の『農家のいこい』。

## 概要
日本各地にいる約600人の「RFD通信員（Radio Farm Director<ラジオ・ファーム・ディレクター>通信員）」→「農事放送通信員」→「農林水産通信員」（時期不明から2006年9月30日まで）→「ふるさと通信員」（2012年度まで）と呼ばれる、農業協同組合・漁業協同組合の職員、農業普及指導員を務める都道府県職員がNHK地方局のRFD（農事番組を担当する専任ディレクター、札幌、仙台、名古屋、大阪、広島、松山、福岡は3人、他は1人）を通して東京の農事部（のちの農林水産産業部）に提供された農業・漁業関連のニュースや季節の話題、リスナーからのはがき、投稿俳句を読む「暮らしの文芸」（2008年度〜2010年度は土曜日のみ）を紹介し、それらの合間に音楽をかけた。
1961年度のみ「もうすぐおひる」に改題するも、1962年度に戻した。
2013年3月に「ふるさと通信員」が廃止され、聴取者からの便りに統一された。
ジャンルに関わらず著名な音楽関係者が逝去した時は、その人物に関連する楽曲を特集して放送する場合がある。

### テーマ曲
- 作曲・編曲：古関裕而
- 演奏：コロムビア・オーケストラ

## 放送時間
2007年度までは月曜から土曜まで、12:15からの15分間放送だった。2008年度〜2010年度はNHKラジオの抜本的な編成見直しにより、月曜日から金曜日はワイド番組『ふるさとラジオ』に内包され、実質的に放送時間が短縮された形となった。2008年度は12:47ごろから放送していたが、聴取者からの多くの要望を受け、2009年度に12:22ごろからの放送に変更された。2011年度の番組改編で『ふるさとラジオ』が13時台のみの放送に縮小したため再び単独番組となり、12:20から10分間の放送となった。なお、青森局と山形局のラジオ第1では毎週金曜日はローカル放送を行っている関係で、この後の『民謡をどうぞ』（東北6県ブロック放送）とともにラジオ第1での放送は休止となっている。
土曜日・祝日は引き続き従来どおりの構成による単独番組として12:15から15分間放送。土曜日・祝日の放送内で流れる音楽は1曲目と2曲目は古今の流行歌、3曲目はインストゥルメンタルとなっている。ふるさと通信員からの話題を1本と聴取者からのお便り2本（開始冒頭にも1本あり）、暮らしの文芸を紹介している。なお、沖縄局のラジオ第1では2010年度から2017年度まで毎月1回（5月の第1週の土曜日より）、『沖縄熱中倶楽部』の再放送のためにこの後の『民謡をたずねて』とともにラジオ第1での放送は休止となっていたが、FMやNHKワールド・ラジオ日本およびIPサイマルラジオサービス2社（らじる★らじる、及び、radiko）ではこの期間も聴取可能だった。
なお、2008年以後はFM・ラジオ第1のサイマル放送となり、高校野球の中継期間においては基本的にFMのみでの放送となっていた。2019年度はその期間中の内8月6日から17日までは番組自体が休止となった。また、2020年度も2021年3月19日から4月1日までは番組自体が休止となった。また、2021年度は高校野球と東京オリンピックと東京パラリンピックの兼ね合いで7月22日から9月4日までは番組自体が休止となった。
また、正午のニュースが延長されたり、FM放送において『今日は一日○○三昧』が放送される場合は休止となる。
2025年度から、土曜日の放送が廃止された。

## 放送局
NHKワールド・ラジオ日本でも同時放送されている。2005年度までは高校野球全国大会期間中はNHKラジオ第1で番組の放送がなかったため別番組に差し替えていたが、2006年度からは通常通り放送されている（前述したNHK-FMでの通常放送が行われるため。なお、国会中継の編成の都合上、12時台にNHK-FMで高校野球全国大会中継が組まれる場合（特に参議院予算委員会での新年度予算審議または参議院決算委員会での決算質疑と選抜高校野球大会が重なる3月頃）でもラジオ第1で通常放送が行われる）。
2006年度からは、NHKの一連の不祥事などによる改革の一環として、NHK-FMでもステレオで同時放送されている。
琉球放送が開局直後の一時期放送したことがある（当時の沖縄は本土復帰前でNHKがなかったため）。

## 司会者

### 現在

#### 月曜日
- 井田香菜子（2025年3月31日 - ）

#### 火曜日
- 小郷知子（2025年4月1日 - ）

#### 水曜日から金曜日
- 結城さとみ（2025年4月2日 - ）

### 過去
2008年度から2010年度の間、月曜日から金曜日（祝日も含む）までは『ふるさとラジオ』に内包されていたため、この番組の担当アナウンサーである柿沼郭がそのまま担当していた。
2008年3月まで、進行役は原則として午前のワイド番組担当キャスターが担当。『きょうも元気でわくわくラジオ』・『土曜わくわくラジオ（文芸選評）』・『夏休み子供科学電話相談』に該当。『わくわくラジオ』の前身『ラジオいきいき倶楽部』も同様。ワイド番組が大阪放送局制作の日は大阪から放送した。
月曜日から金曜日
- 村上信夫（2003年4月 - 2008年3月）
- 山田敦子（2003年4月 - 2007年3月）
- 滝島雅子（2007年4月 - 2008年3月）
- 内美登志（不定期）
- 野方正俊（不定期）
- 島田政男（不定期）
- 山田重光（「ここはふるさと 旅するラジオ」のセレクション放送進行役と兼務。2012年8月14日は加えて高校野球中継の雨天順延に伴い編成された「ふるさとラジオ」と「つながるラジオ」の進行役も兼務。不定期）
- 佐塚元章（2011年4月18日 - 2016年4月1日）
- 道谷眞平（2016年4月4日 - 2018年3月30日）
- 内藤啓史（2018年4月2日 - 2019年3月29日）
- 白崎義彦（2019年8月19日 - 8月23日）
- 吉松欣史（2019年4月2日 - 2023年3月17日）
- 上野速人（2023年4月3日 - 2025年3月17日）

土曜日
- 鎌田正幸（1997年4月12日 - 2013年3月30日）
- 金井直己（2013年4月6日 - 2017年4月1日）
- 杉原満（2017年4月8日 - 2020年3月28日）
- 石井かおる（2020年4月4日 - 2025年3月15日）

『わくわくラジオ』放送開始前の担当者は以下の通り。
- 二見和男
- 横山義恭
- 中川緑
- 目加田頼子
- 前川康一（土曜日担当）ほか

## 特別編
- 10年ごとに周年記念の特集番組が制作されている。
  - 1992年11月23日に「特集・ひるのいこい - ふるさとを伝えて40年 - 」[10][11][12]。
  - 2002年11月16日に「特集・ふるさとを見つめて〜“ひるのいこい”50年」[13]。
  - 2012年11月17日に「ふるさとを見つめて〜ひるのいこい60年〜」[14]。
  - 2022年11月23日に「特集ひるのいこい〜みなさんと70年〜」[15]。
- 上記とは別に、1982年11月22日から24日には、番組の1万回を記念した特別企画として総合テレビの「ひるのプレゼント」と共同制作した特別編「ひるのいこいのプレゼント」をテレビ・ラジオで同時放送した[16][17][18]。
- 2024年3月16日から20日までの5日間[注釈 6]は、正午台にNHKのイベント「超体験NHKフェス」会場からの公開生放送「ラジオ100年プロジェクト ラジオ100年まであと1年」が編成され、この中に「ひるのいこい」本編を内包。当番組では珍しい公開放送スタイルで、番組の歴代担当アナウンサー（初日から順に山田敦子、鎌田正幸、道谷眞平、佐塚元章、上野速人）が本編アナウンスを担当した。

## その他
- 司会者がふるさと通信員を紹介する際、東京都の場合は“東京の××”[注釈 7]と紹介し、46道府県の場合は“○○放送局の××”と紹介していた。ただし、津放送局のみ“三重県・津放送局の××”と紹介していた。
- 2006年4月よりエンディングの氏名紹介が終了直前からエンディングBGM流れ始めに、その後2008年3月28日まではリスナーからのはがきの読み終わりに変更となった。土曜日放送分は同年4月よりエンディングBGMの後に氏名紹介を行っている。
- 年度初めの4月の間は暮らしの文芸が終わった後、番組からのお便りや俳句・短歌・川柳の募集も紹介することになっている。
- 2020年4月よりそのリスナーが住んでいる市までは紹介せず「○○（都道府県）にお住いの××（ラジオネーム）さんからのお便りです」とラジオネームでも紹介される様になった。